# Heino – Made in Germany
Heino – Made in Germany ist ein Dokumentarfilm über Heino von Oliver Schwabe aus dem Jahr 2013.

## Handlung
Der Film erkundet den Musiker und die Kunstfigur Heino – ganz im Stil von Heino: etwas ungewöhnlich. Den Anfang macht zum Beispiel ein Heino-Imitator. Der Zuschauer sieht Archivmaterial aus 50 Jahren bunter Karriere zusammengetragen und einen Revue passierenden Heino im Interview. Der Regisseur lässt in dem bunten Porträt Leute wie Jello Biafra von den Dead Kennedys, Otto, Guildo Horn oder Rocko Schamoni zu Wort kommen. Die einen sind Fans, die anderen Kritiker der Musik und der Figur Heino im Allgemeinen.

## Pressestimmen
„...ein im besten Sinne merkwürdiges Stück Fernsehen!“

„... es ist ein Verdienst dieser Heino-Doku, dass nicht einfach irgendwelche Fans und Verächter zu Wort kommen, sondern sehr exquisite!“

„... was für eine Freakshow!“